# Algo sucede en mi corazón

Algo sucede en mi corazón (título original: Kuch Kuch Hota Hai, en hindi: कुछ कुछ होता है) es una película de comedia romántica del cine indio, rodada en la India, Escocia y Mauricio. Se estrenó en la India y el Reino Unido el 16 de octubre de 1998.
Escrita y dirigida por Karan Johar, la protagonizan las superestrellas de Bollywood Shahrukh Khan y Kajol Devgan. Rani Mukerji aparece en un papel secundario. Salman Khan aparece también en un cameo largo.
La película ha sido extremadamente exitosa en la India ganando varios premios en varias categorías en la 44a. versión de los Filmfare Awards incluyendo Mejor Película, Mejor Actriz y Mejor Actor. Asimismo fue ganadora de varios premios en Lux Zee Cine Awards, Sansui Viewers' Choice Awards, Aashirwad Awards, Bollywood Movie Awards y los National Film Awards.

## Resumen
Rahul Khanna (Shahrukh Khan) y su mejor amiga Anjalí Sharma (Kajol) son estudiantes del colegio St. Xavier. Ellos son líderes indiscutibles en el colegio. Rahul es el típico galán, conquistador y admirado por los muchachos de St. Xavier. Anjalí, lejos de ser una típica chica sexy, es más bien rival de Rahul principalmente en los deportes donde invariablemente le gana. La vida de todos cambia cuando llega de Londres, Tina Malhotra (Rani Mukerji) la hermosa hija del director Malhotra (Anupam Kher). Deslumbrado por la bella, sofisticada y muy femenina Tina, Rahul hace todos los esfuerzos por conquistarla. Anjalí descubre su amor por Rahul cuando, en una clase, le escucha definir al amor como una gran amistad. En realidad Rahul se refería a Tina, pero es Anjalí quien ve despertar su escondido amor. Ignorando el naciente romance entre Rahul y Tina, Anjalí decide confesarle a Rahul el amor que siente por él precisamente cuando Rahul le declararía su amor a Tina. Anjalí ve con el corazón roto como se frustra su primer amor y decide marcharse de la vida de su mejor amigo y dejar que sea feliz con Tina.
Años más tarde, Anjalí, la hija de Rahul y Tina, con la ayuda de sus abuelos, busca a la mejor amiga de su padre para cumplir el deseo de su madre de reunirlos nuevamente. Ella no contaba con que tras todos esos años, Anjalí, ya muy cambiada, estaba a punto de comprometerse en matrimonio con Amán Mehra (Salman Khan). El tiempo para la boda se aproxima y la pequeña Anjalí debe evitarlo, sin embargo el principal problema es que no sabe si Rahul aún ama a Anjalí y si podrá juntarlos nuevamente.

## Sinopsis
Anjalí Khanna es una niña de 8 años, hija de Tina Malhotra y Rahul Khanna. La pequeña no llegó a conocer a su madre quien falleció por complicaciones en el parto al nacer ella. Como recuerdo a su hija, Tina escribe ocho cartas que debían ser entregadas a su hija en cada uno de sus primeros ocho cumpleaños para que pueda conocer un poco a quien le dio la vida. Al recibir la última carta de su madre, Anjalí se entera del porqué de su nombre y las circunstancias del primer encuentro y romance de sus padres.
Volviendo atrás en el tiempo conocemos a Rahul Khanna (Shahrukh Khan) y su mejor amiga Anjalí Sharma (Kajol) quienes son estudiantes del colegio St. Xavier. Ellos son líderes indiscutibles en el colegio. Rahul es el típico galán y conquistador, admirado por los muchachos de St. Xavier. Anjalí, lejos de ser una típica chica sexy o dama formal, es más bien rival de Rahul principalmente en los deportes donde invariablemente le gana. La vida de todos cambia cuando llega de Londres, Tina Malhotra (Rani Mukerji) la hermosa hija del Director Malhotra (Anupam Kher). Sin saber que Tina es hija del director, Rahul intenta sorprenderla con un regalo por el día de la amistad el mismo día que se conocieron. Deslumbrado, como todos en el colegio, por la bella, sofisticada, sexy y muy femenina Tina, Rahul hace todos los esfuerzos por conquistarla.
Anjalí descubre su amor por Rahul cuando, en una clase, le escucha definir al amor como una gran amistad. "Amor es amistad" definió Rahul y Anjalí comprende que es eso lo que está empezando a sentir por su mejor amigo. Anjalí no sabe que en realidad Rahul se refería a Tina. Poco después, intentando ganar su amor, Anjalí cambia su apariencia tratando de verse como la seductora Tina, con lo que solo consigue una explosión de risas burlonas de todos en el colegio. Sólo Tina no se ríe y luego le consuela.
Ignorando el naciente romance entre Rahul y Tina, Anjalí decide confesarle a Rahul el amor que siente por él. Precisamente al encontrarse ambos, Rahul le dice a Anjalí: "te amo". Ella no puede creerlo y la noticia le da un vuelco el corazón. Cuando Anjalí le iba a responder con una frase idéntica, Rahul le pregunta si cree que funcionaría declararle así su amor a Tina. Anjalí ve con el corazón roto como se frustra su primer amor y decide marcharse de la vida de su mejor amigo y dejar que sea feliz con Tina. Rahul intenta detenerla en el tren pero, a pesar de la emotiva despedida, Anjalí se marcha de su vida.
Al finalizar la historia, Tina le pide a su hija que no deje que su padre siga solo y triste porque él nunca lo reconocerá; le encarga que busque a Anjalí Sharma y la lleve a la vida de Rahul nuevamente. Le explica a su hija que el verdadero amor de Rahul fue su mejor amiga y quiere que renazca ese amor que quedó frustrado. El padre de Tina (Anupam Kher) y la madre de Rahul (Farida Jalal) ayudan a su nieta Anjalí a cumplir el deseo de su Tina de reunir a Rahul y Anjalí nuevamente.
Entretanto, Anjalí Sharma, muy cambiada, estaba a punto de comprometerse en matrimonio con Amán Mehra (Salman Khan). El tiempo para la boda se aproxima y la pequeña Anjalí debe evitarlo. En complicidad con sus abuelos, averigua que Anjalí ayuda a dirigir un campamento para niños donde ella se inscribe. Allí conoce a la amiga de su padre y al ver a la dulce muchacha comprende porqué su madre le pidió el encargo de reunirlo con Rahul. La pequeña Anjalí finge estar resfriada al llamar a su padre sabiendo que éste acudirá a su lado esté donde esté y dejando de lado cualquier negocio o reunión que tenga. Sin saber lo que encontraría en el campamento Rahul ve allí juntas a las dos Anjalí.
Junto con su abuela que le acompaña y el director del campamento (Johnny Lever) planean juntarlos creando encuentros románticos entre ellos. Cuando nada parecía dar resultado llegan a recordándoles su vieja rivalidad con lo que las esperanzas renacen. Pero la historia da un giro cuando Amán aparece en el campamento para llevarse a Anjalí. Para decepción de su pequeña hija, Rahul no intenta detenerla y juntos ven con mucha pena como Anjalí se aleja de sus vidas nuevamente.
El día de la boda de Amán y Anjalí, Rahul y su hija acuden al lugar y Rahul se despide de ella. La felicidad de Amán se contrasta grandemente con una muy triste Anjalí. Amán se da cuenta de ello y, para sorpresa de todos, le quita a Anjalí la obligación de casarse con él dejándole que una su vida al hombre que siempre ha amado.

## Reparto
- Shah Rukh Khan es Rahul Khanna: Un estudiante del colegio St. Xavier's, el mejor amigo de Anjalí. Líder indiscutido de los muchachos del colegio se ve impactado por los encantos de la recién llegada Tina, hija del director del colegio. No llega a enterarse del secreto amor de Anjalí. Sin comprender porqué, deja que su amiga se vaya de su lado cuando esta decide marcharse por no interferir en su relación con Tina. Al enviudar, queda como padre y madre de su hija a quien ama mucho y por quien no duda en dejar de lado cualquier reunión o negocio por estar a su lado.
- Kajol es Anjali Sharma: La mejor amiga de Rahul, deportista y nada femenina en cuanto a su manera de ser y vestirse. Al despertar su secreto amor por Rahul intenta conquistarlo pero cuando iba a declararle su amor, el mismo Rahul le confiesa que piensa declararse a Tina. Anjalí deja truncado su primer amor y decide alejarse de todos. Luego de una emotiva despedida, Anjalí desaparece de sus vidas.
- Rani Mukerji es Tina Malhotra Khanna: La hija del Director Malhotra y esposa de Rahul. Alumna de la Universidad de Oxford, decide terminar sus estudios en el colegio St. Xavier. Femenina, sofisticada, bella y muy atractiva, logra rápidamente la admiración de Rahul con quien termina casándose. Poco antes de morir al dar a luz a Anjalí, escribe ocho cartas a su hija que le serán entregadas en cada uno de sus primeros ocho cumpleaños. En la última le cuenta la historia de su padre y de Anjalí Sharma y el porqué de su nombre.
- Salman Khan es Aman Mehra: El novio de Anjalí Sharma. Están celebrando su compromiso precisamente cuando Anjalí Khanna recibe de su madre el encargo de reunirla con Rahul.
- Sana Saeed es Anjalí Khanna: Hija única de Tina y Rahul, queda tempranamente huérfana de madre al morir esta al darle a luz. Es nombrada así a pedido de Tina por la amistad que tuvieron con Anjalí Khanna. Es una niña inteligente y vivaz que tiene la misión, encargada por Tina, de juntar a su padre con el amor de su vida.
- Farida Jalal es la Sra. Khanna: Es la madre de Rahul. No le agrada ver a su hijo solo luego que ha enviudado tan repentinamente. Le pide constantemente a su hijo que busque una nueva pareja porque es la pequeña Anjalí la que necesita de una madre. Al enterarse por su nieta del último deseo de Tina, no duda en ayudar a Anjalí a cumplir ese encargo.
- Anupam Kher es el Director Malhotra: Es el padre de Tina y abuelo de la pequeña Anjalí. Ayuda a su nieta a cumplir el deseo de su fallecida hija de juntar a Rahul con Anjalí Sharma. Es constantemente abochornado por las insinuaciones de la Srta. Briganza.
- Archana Puran Singh es la Srta. Briganza: La profesora de inglés en el colegio St. Xavier quien intenta conquistar al director Malhotra.
- Reema Lagoo es la Sra. Sharma: Es la madre de Anjalí Sharma.
- Himani Shivpuri es Rifat Bi: la guardiana del colegio St. Xavier quien cuida de las muchachas.
- Johnny Lever es el Coronel Almeida: Es el administrador del campamento Sunshine donde trabaja Anjalí Sharma. Siente una fuerte admiración por el Imperio Británico, aunque finalmente, con la ayuda de la Sra. Khanna encuentra su patriotismo hacia la India.
- Paarzun Dastur es Sardarji: Un pequeño niño que es compañero de Anjalí hija en el campamento.
- Neelam se representa a sí misma en una aparición especial. Ella tiene su propio programa en TV, The Neelam Show. La pequeña Anjalí es su gran admiradora.

## Banda sonora
En esta película los cantantes son Kavita Krishnamurthy (como Tina Malhotra y la Sra. Sharma), Udit Narayan (como Rahul Khanna), Alka Yagnik (como Anjali Sharma) y Kumar Sanu (como Aman Mehra).
| Tracklist |                            |                                                 |          |  |
| N.º       | Título                     | Intérprete(s)                                   | Duración |  |
| 1.        | «KUCH KUCH HOTA HAI»       | Udit Narayan, Alka Yagnik                       | 4:56     |  |
| 2.        | «KOI MIL GAYA»             | Udit Narayan, Alka Yagnik, Kavita Krishnamurthy | 7:16     |  |
| 3.        | «SAAJANJI GHAR AAYE»       | Kumar Sanu, Alka Yagnik, Kavita Krishnamurthy   | 7:14     |  |
| 4.        | «KUCH KUCH HOTA HAI (Sad)» | Alka Yagnik                                     | 1:26     |  |
| 5.        | «YEH LADKA HAI DEEWANA»    | Udit Narayan, Alka Yagnik                       | 6:36     |  |
| 6.        | «TUJHE YAAD NA MERI»       | Alka Yagnik, Manpreet Akhthar, Udit Narayan     | 7:03     |  |
| 7.        | «RAGHUPATI RAGHAV»         | Alka Yagnik, Shankar Mahadevan                  | 2:05     |  |
| 8.        | «LADKI BADI ANJAANI HAI»   | Kumar Sanu, Alka Yagnik                         | 6:23     |  |

La canción "Ladki Badi Anjaani Hai" presenta un solo de violín de la canción "Rangeela Re" de la película Prem Pujari de 1969.
- Datos: Q623336